# Namarunu
Namarunu és un volcà escut situat a la Gran Vall del Rift, Kenya.

## Topografia
Namarunu es troba a la Vall de Suguta, una secció de la Vall del Rift en Kenya, al sud del llac Turkana. S'estén des del costat occidental de l'esquerda, més enllà del centre. La muntanya forma un con ampli i el cràter és d'uns 200 m de profunditat, format per lava traquita, bretxa, basalt, riolita i tuf.
Fa uns mil anys, tota la vall de Suguta va ser ocupada per un gran llac, però actualment el lloc és extremadament sec i calorós i només hi ha el petit llac Logipi a l'extrem nord.
Alguns dels últims cons formats al terra de la vall del Rift, al costat est de l'esquerda per sota de l'altiplà del Tirr Tirr, contenen aigües termals.

## Geologia
El volcà Namarunu es va formar principalment durant el Pliocè, però té una mica de material de l'Holocè. El con del volcà està fet de traquita, rematat per cons paràsits més recents i formats per fluxos de lava. La datació de traquita basal és d'aproximadament uns 6.800.000 anys, mentre que els basalts superiors daten d'uns 500.000 anys.
Grans quantitats de basalt van ser dipositats al nord, est i sud del volcà a través de vessaments i explosions durant el principi de l'Holocè. Un con d'escòria que es va formar al cim de la muntanya també va vessar fluids de basalts d'olivina durant algunes explosions al voltant de fa uns 3.000 anys, quan el llac Suguta es va començar a assecar. Les erupcions van poder passar al voltant del mateix temps que les erupcions històriques del volcà Barrier, que es troba més al nord.